# Elaphidion robustum
Elaphidion robustum es una especie de escarabajo longicornio del género Elaphidion, categorizada en la tribu Elaphidiini, de la subfamilia Cerambycinae. Fue descrita por Vlasák & Santos-Silva en 2021.

## Descripción
Mide 18,2-22,9 mm de longitud.

## Distribución
Se distribuye por América: Antigua y Barbuda.